# 마크 하먼
토머스 마크 하먼(1951년 9월 2일 ~ )은 미국의 배우로, 미국 CBS의 드라마 NCIS에서 리로이 제스로 깁스 역을 맡은 것으로 잘 알려져 있다.

## 출연 작품
- 더 와일드 (2019)
- NCIS 시즌13 (2015)
- NCIS 시즌12 (2014)
- NCIS 시즌11 (2013)
- NCIS 시즌10 (2012)
- NCIS 시즌9 (2011)
- NCIS 시즌8 (2010)
- 저스티스 리그: 크리시스 온 투 어스 (2010)
- NCIS 시즌7 (2009)
- 웨더 걸 (2009)
- NCIS 시즌6 (2008)
- NCIS 시즌5 (2007)
- NCIS 시즌4 (2006)
- NCIS 시즌3 (2005)
- 더 레이트 레이트 쇼 위드 크레이그 퍼거슨 (2005)
- NCIS 시즌2 (2004)
- 체이싱 리버티 (2004)
- NCIS 시즌1 (2003)
- 프리키 프라이데이 (2003)
- 로컬 보이즈 (2002)
- 디 아마티 걸스 (2000)
- 보스톤 퍼블릭 (2000)
- 웨스트 윙 시즌1 (1999)
- 아이 리멤버 에이프릴 (1999)
- 라스베가스의 공포와 혐오 (1998)
- 무단 침입 (1997)
- 더 데일리 쇼 위드 존 스튜어트 (1996)
- 속죄양 (1995)
- 마지막 만찬 (1995)
- 신비의 호수 (1995)
- 시카고 메디컬 (1994)
- 올리버 스톤의 킬러 (1994)
- 와이어트 어프 (1994)
- 의혹의 그림자 (1991)
- 콜드 헤븐 (1991)
- 전설의 대도 딜린저 (1991)
- 바누아투 특급 (1990)
- 사랑과 열정 (1989)
- 3인의 약혼녀 (1989)
- 추억의 첫 사랑 (1988)
- 프리시디오 (1988)
- 디어 아메리카 (1987)
- 썸머 스쿨 (1987)
- 사랑하는 내 아들아 (1987)
- 스트레인저 (1986)
- 해리 구출 작전 (1986)
- 투아레그의 용사 2 (1984)
- 투아레그의 용사 (1983)
- 고리아스 어웨이트 (1981)
- 포세이돈 어드벤쳐 2 (1979)
- 수사견 샘 (1978)
- 컴스 호스맨 (1978)
- 사랑의 유람선 (1977)
- 여형사 페페 (1974)